# علی‌قلی (لاچین)
علی‌قلی (به لاتین: Alıqulu) یک منطقهٔ مسکونی در جمهوری آذربایجان است که در شهرستان لاچین واقع شده‌است.